# قشقایی (نام خانوادگی)
قشقایی نام خانوادگی افراد زیر است:
- جهان (خواننده) (جهان قشقایی)
- خسرو قشقایی
- جهانگیرخان قشقایی
- صولت‌الدوله قشقایی
- ناصر قشقایی
- مأذون قشقایی
- محمدحسین قشقایی
- ملک‌منصور قشقایی